# Grundfärg
För andra betydelser, se Grundfärg (olika betydelser).
Grundfärg, grundmålning eller primer är en färg som läggs på som det första av flera färgskikt.